# Fujisawa Rina
Pour les articles homonymes, voir Fujisawa (homonymie).
Dans ce nom japonais, le nom de famille, Fujisawa, précède le nom personnel.
Fujisawa Rina (藤沢 里菜) est une joueuse de go professionnelle née le 18 septembre 1998 dans la préfecture de Saitama, affiliée à la Nihon Ki-in, 6e dan depuis janvier 2023.

## Biographie
Fujisawa Rina est née à Saitama. Elle grandit dans une famille de joueurs de go. Son grand-père était Fujisawa Hideyuki (1925-2009), un des meilleurs professionnels japonais pendant trente ans. Son père est  Fujisawa Kazunari, joueur professionnel né en 1964.
Fujisawa Rina est devenue professionnelle depuis 2010, à onze ans et six mois, faisant d'elle la plus jeune personne à devenir professionnel au Japon, battant le record de précocité de Cho Chihun. Elle est sixième dan depuis 2023.

## Titres
| Titre                                         | Victoires                          | Finales perdues  |
| --------------------------------------------- | ---------------------------------- | ---------------- |
| Honinbo féminin                               | 2014, 2016, 2018, 2020, 2021, 2022 | 2015, 2017, 2019 |
| Meijin féminin                                | 2017, 2018, 2019, 2021, 2022       |                  |
| Kisei féminin                                 |                                    | 2019             |
| Saikyo féminin                                | 2017, 2021                         |                  |
| Coupe Tachi Aoi féminine (Aidu Chuo Hospital) | 2014, 2017, 2018, 2019, 2020, 2021 | 2022             |